# Actinia bermudensis
Actinia bermudensis is een zeeanemonensoort uit de familie Actiniidae.
Actinia bermudensis is voor het eerst wetenschappelijk beschreven door McMurrich in 1889.